# Paz de Los Realejos

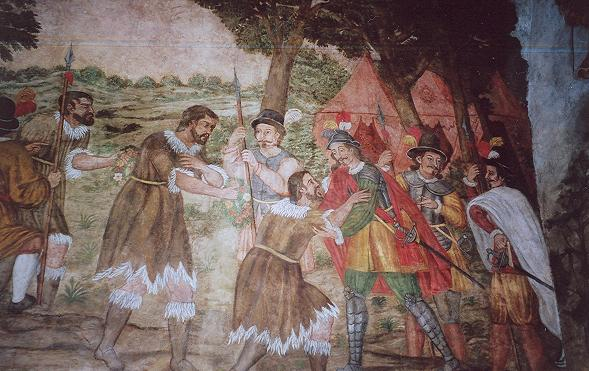
La Rendición de los Menceyes Guanches a Alonso Fernández de Lugo, por Carlos Acosta, 1764.

Paz de Los Realejos es el nombre dado modernamente al episodio de la conquista castellana de la isla de Tenerife —Canarias, España— en que los reyes guanches se rindieron definitivamente a los conquistadores tras las derrotas sufridas en las batallas de La Laguna y en la segunda de Acentejo.
El nombre proviene de haber sido en la zona donde modernamente se encuentra la población de Los Realejos.
El primer autor que hace referencia a este pacto es el poeta Antonio de Viana, quien publicó su poema épico sobre la conquista de Tenerife en 1604. Viana narra cómo después de la derrota sufrida por los guanches en la batalla de La Laguna, el mencey Bencomo de Taoro acude al campamento de los castellanos el 25 de julio de 1496 y pide paces al capitán conquistador Alonso Fernández de Lugo a cambio de que dejara en libertad a los guanches. Lugo acepta, y posteriormente se sumarían al pacto los demás reyes de la isla dándose por concluida la conquista de la isla.
Sin embargo, estos hechos narrados por Viana no cuentan con respaldo documental, puesto que el poeta mezcló para su obra hechos históricos con otros imaginarios. Por ejemplo, está documentado en textos contemporáneos a los hechos que el rey Bencomo o Benitomo murió en la batalla de La Laguna.
Posteriormente, otros autores como Juan Núñez de la Peña o José de Viera y Clavijo incluyeron este episodio siguiendo al poeta Viana, introduciéndolo en la historiografía canaria.
Lo cierto es que para los historiadores modernos la sumisión de los menceyes de los denominados «bandos de guerra» —Taoro, Tacoronte, Tegueste, Icod y Daute— dio por finalizada oficialmente la conquista de Tenerife, si bien continuaron las operaciones de pacificación durante algún tiempo. Para el profesor Juan Álvarez Delgado esta rendición de los menceyes se dio en la primera mitad del mes de marzo de 1496, mientras que para el historiador Antonio Rumeu de Armas fue en el mes de mayo.